# Lysimachia chungdienensis
Lysimachia chungdienensis är en viveväxtart som beskrevs av Cheng Yih Wu. Lysimachia chungdienensis ingår i släktet lysingar, och familjen viveväxter. Inga underarter finns listade i Catalogue of Life.